# Kostel svatého Šimona a Judy (Praha)
Kostel svatých Šimona a Judy v Praze 1 na Starém Městě je původně klášterní barokní kostel Klášter milosrdných bratří Na Františku. Kostel byl odsvěcen a slouží ke koncertním účelům. Nachází se v ulici U Milosrdných.

## Historie

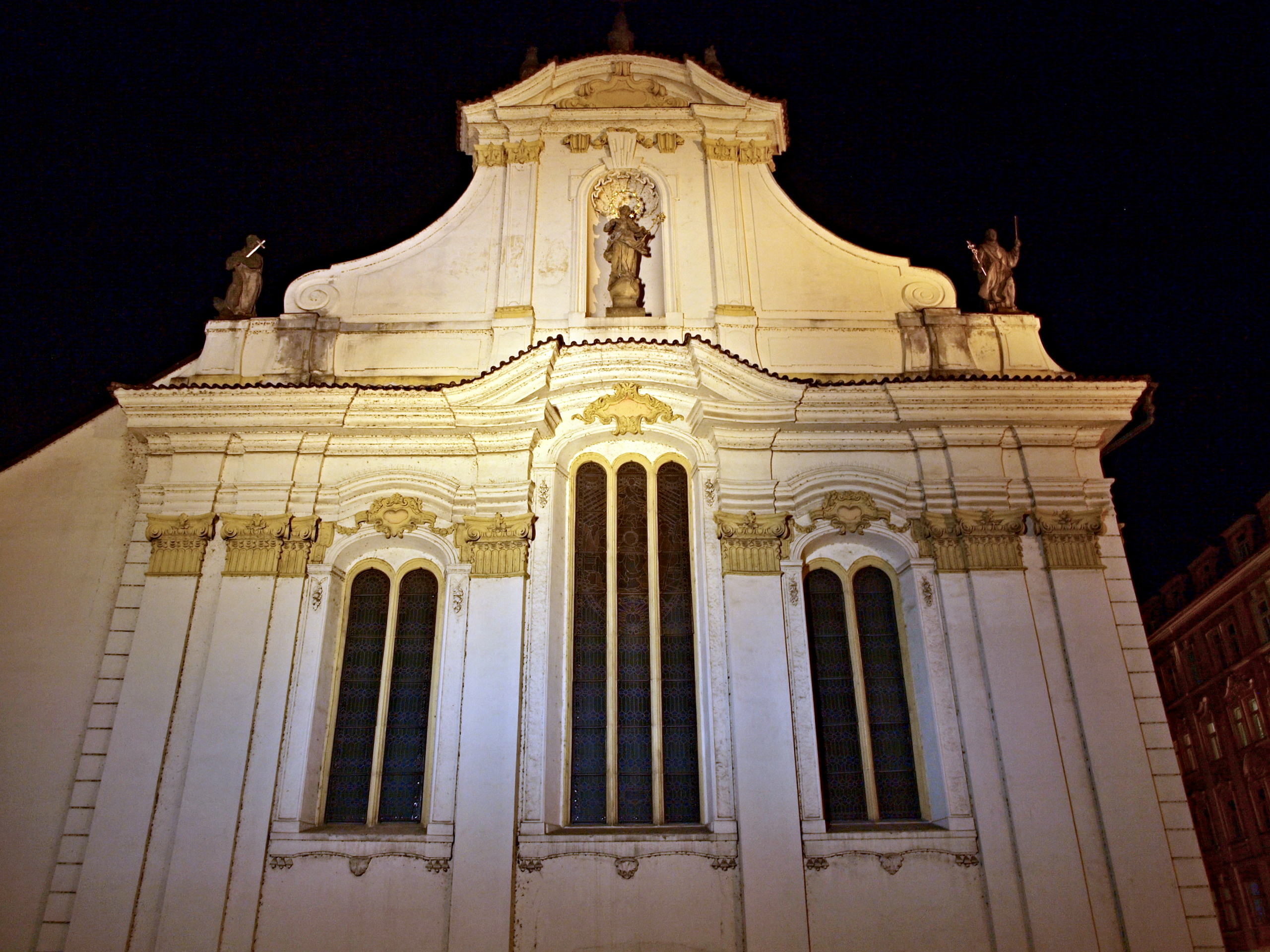
Portál kostela

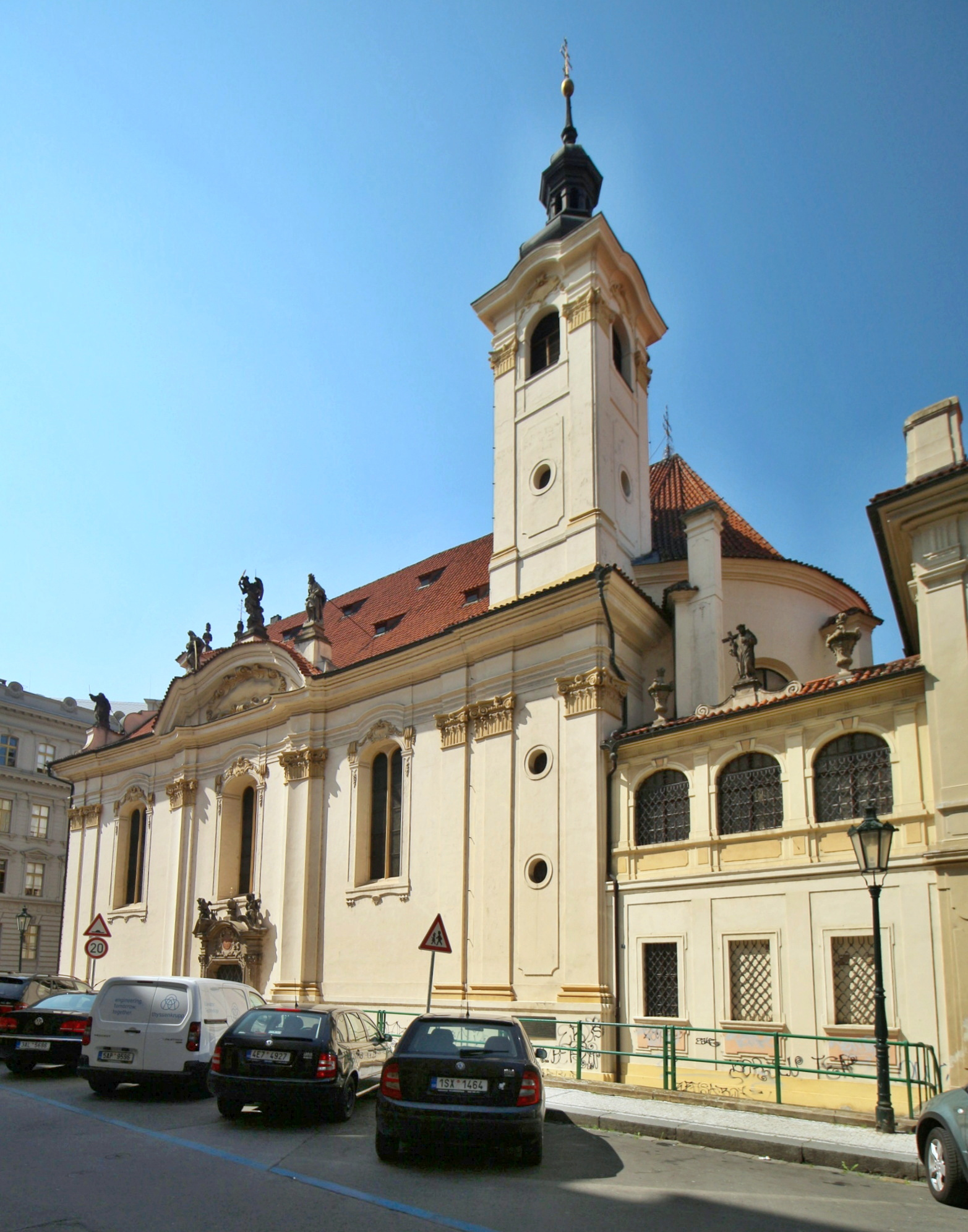
Kostel svatých Šimona a Judy v Praze

Původně goticko-renesanční kostel postavený v historizujícím stylu českými bratry v letech 1615–1620 na místě staré gotického kostela, z nějž se dochovala jen severní boční loď, byl zasvěcen svatému Šimonu Kananejskému a apoštolu Judovi.
Výstavbu provázely technické komplikace, neboť roku 1617 se zřítila klenba. Původní gotický kostel byl nakonec zcela pohlcen novou stavbou klášterního kostela, který byl součástí špitálu milosrdných bratří.
V letech 1720–1721 na fasádách proběhly rozsáhlé vrcholně barokní úpravy. Hlavní oltář pochází od malíře fresek Josefa Hagera z roku 1773 se zavěšeným obrazem od Jana Ongherse z let 1725–1726. Boční oltáře pocházejí od Jana R. Byse a Josefa Šterna.
Dle pamětní desky na jižní straně kostela se uvádí, že na zdejší varhany hráli při své návštěvě Prahy Joseph Haydn či Wolfgang Amadeus Mozart.
V roce 1950 byli milosrdní bratři komunistickými úřady vyhnáni a nemocnice zestátněna.
V 80. letech 20. století byl zrekonstruován pro účely koncertních vystoupení.

## Současnost
V době rekonstrukce Obecního domu v letech 1994–1997 sloužil kostel sv. Šimona a Judy jako zkušebna a koncertní sál Symfonického orchestru hl. m. Prahy FOK. V současné době chrám slouží jako koncertní síň. Kostel vlastní Českomoravská provincie Hospitálského řádu svatého Jan z Boha – Milosrdných bratří, magistrát si jej pronajímá za 800 000 Kč ročně. V červnu 2020 vyšla zpráva, že Praha kostel koupí za 99,99 milionu korun.